# Pembroke (bateau)
Pour les articles homonymes, voir Pembroke.
Le Pembroke était un bateau britannique, plus précisément un senau. Lors de la déportation des Acadiens, il partit d'Annapolis Royal le 8 décembre 1755 avec 225 prisonniers acadiens (32 familles) de Port-Royal  à destination de la Caroline du Nord. Durant la traversée, un passager assomma le capitaine, et tout de suite après un matelot qui gardait l'écoutille. Les prisonniers en profitèrent pour sortir et prendre le contrôle du bateau. Le passager ayant assommé le capitaine était soit un certain capitaine Beaulieu, soit un certain charpentier du nom de Charles Béliveau. Le 8 février 1756, le bateau accosta au fleuve Saint-Jean.